# Cerkiew Świętych Kosmy i Damiana w Krzywej
Cerkiew Świętych Kosmy i Damiana w Krzywej – dawna łemkowska cerkiew greckokatolicka wybudowana w 1924. 
Obecnie użytkowana jako kościół filialny parafii rzymskokatolickiej św. Jana Chrzciciela w Gładyszowie. Znajduje się na szlaku architektury drewnianej województwa małopolskiego.

## Historia obiektu
Cerkiew została wybudowana w 1924 w miejscu dwu poprzednich, które spłonęły: jedna w XVIII wieku, a druga, pochodząca z 1864 - w wyniku działań I wojny światowej.

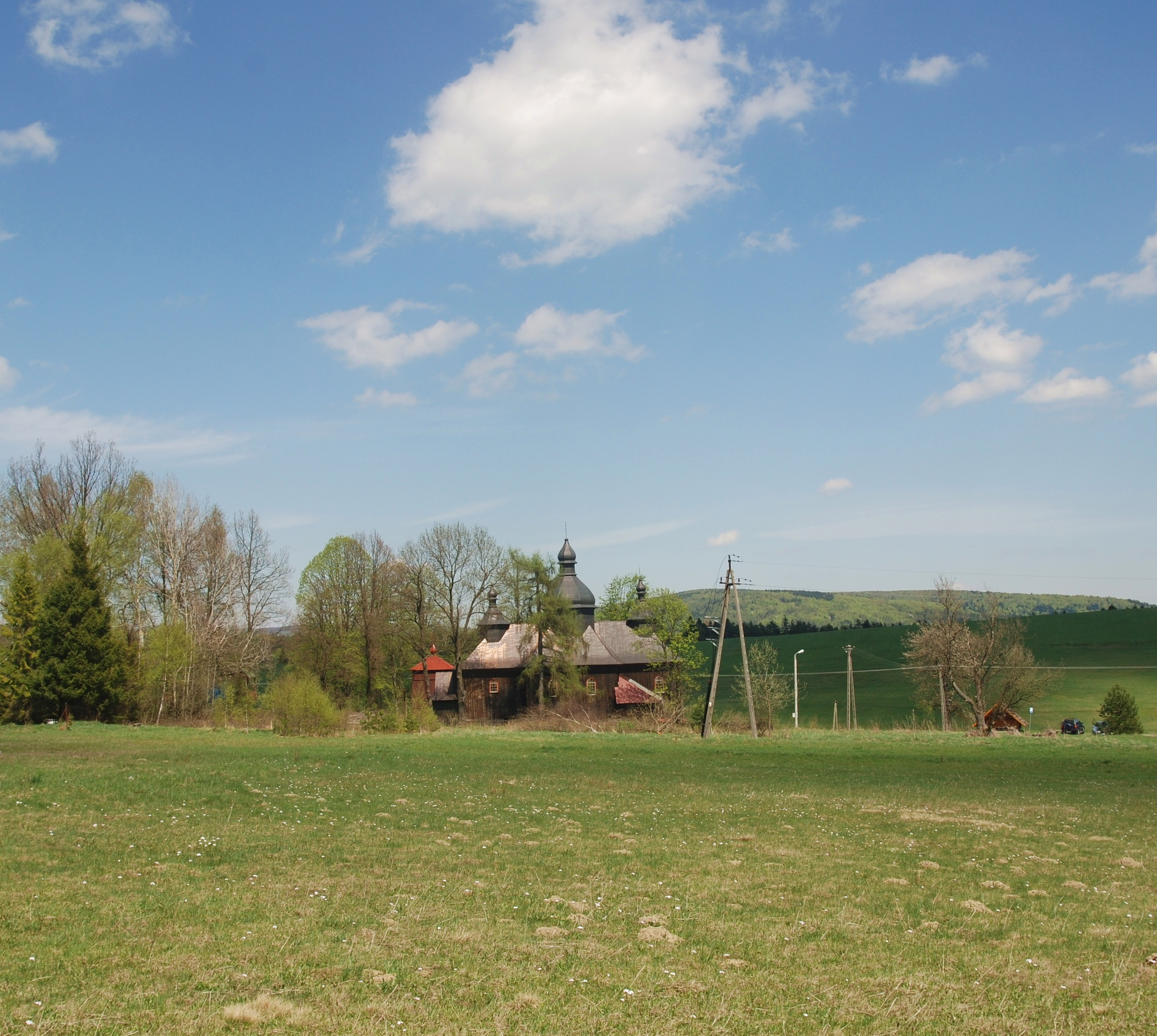
Widok ogólny
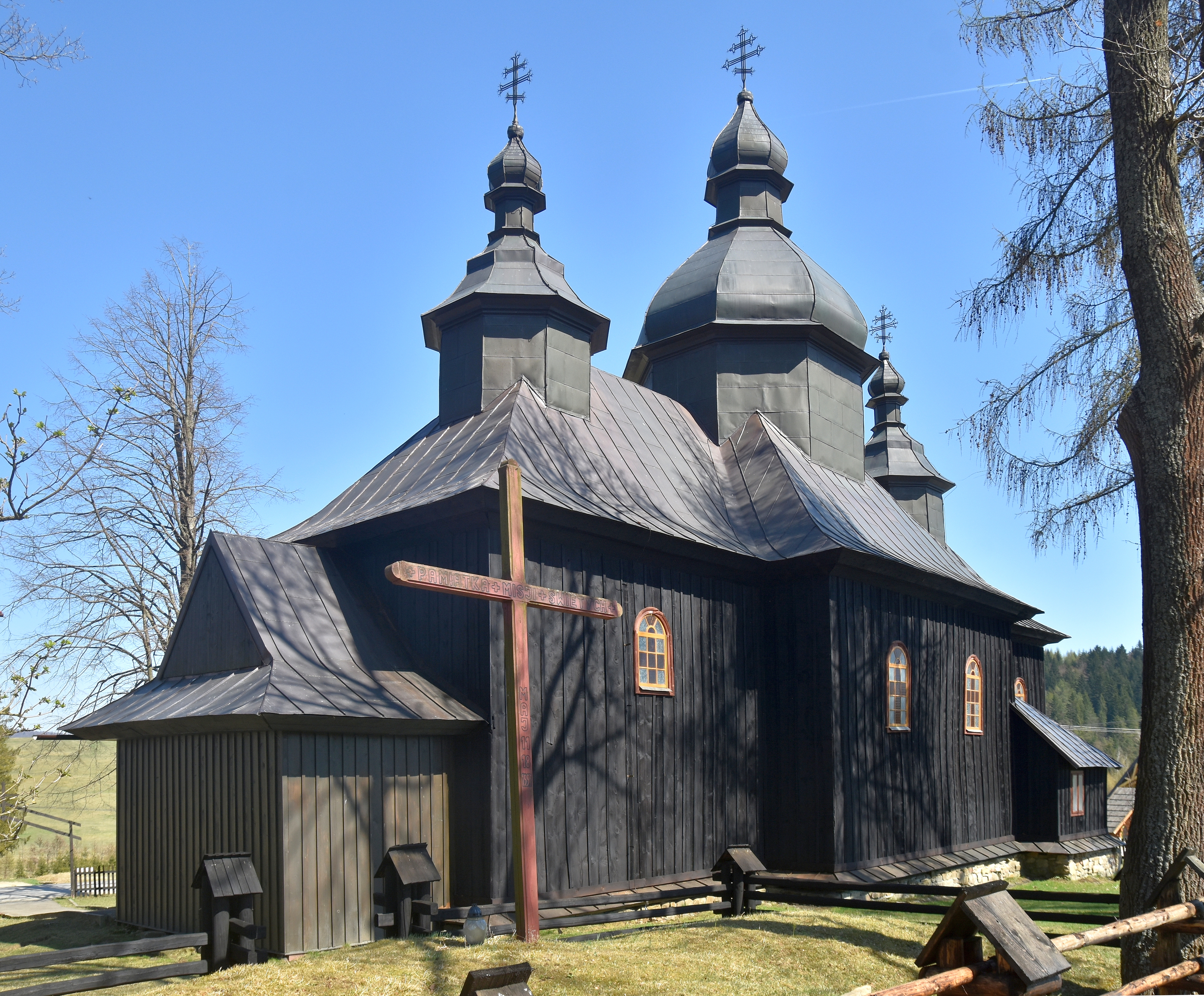
Elewacja frontowa
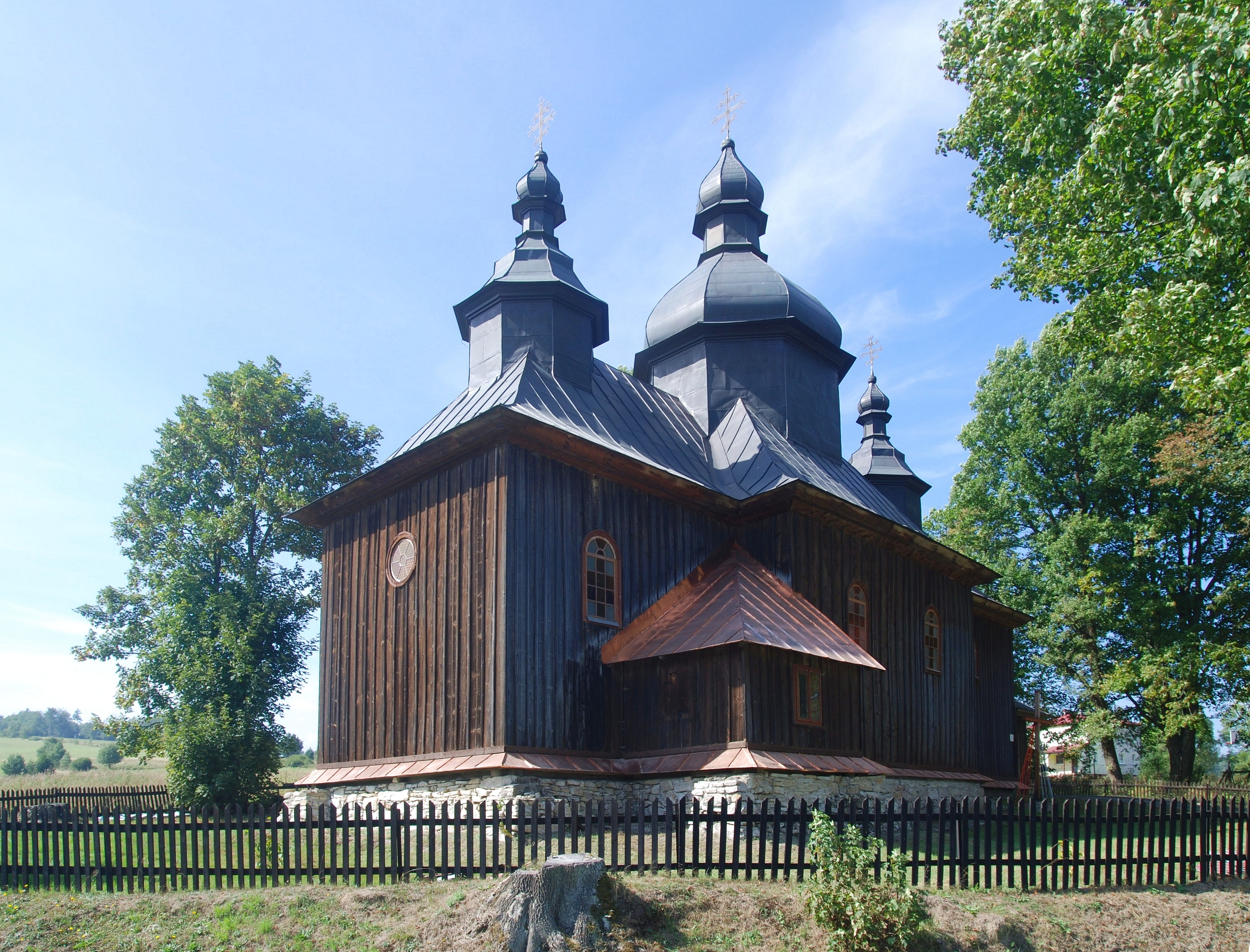
Elewacja północna

## Architektura i wyposażenie
Architektura świątyni nawiązuje do cerkwi staroruskich rzadko spotykanych na Łemkowszczyźnie. Jest to cerkiew drewniana konstrukcji zrębowej, orientowana, trójdzielna: na planie trzech kwadratów: nawa, prezbiterium i babiniec. Dach: czterospadowy nad nawą, a kalenicowy nad babińcem i prezbiterium. Dach zwieńczony trzema ośmiobocznymi kopułami, największą w środku, zakończonymi kutymi krzyżami. Pokryty blachą. Ściany oszalowane pionowo z listwowaniem.
Wewnątrz stropy płaskie z fasetą, ściany obite deskami, brak polichromii. Z dawnego wyposażenia zachował się ołtarz główny z baldachimem. Inne elementy wyposażenia to dwa ołtarze boczne z końca XIX wieku oraz oryginalne drewniane ławki.

## Otoczenie
Obok cerkwi drewniana dzwonnica słupowo-ramowa z okresu budowy cerkwi.

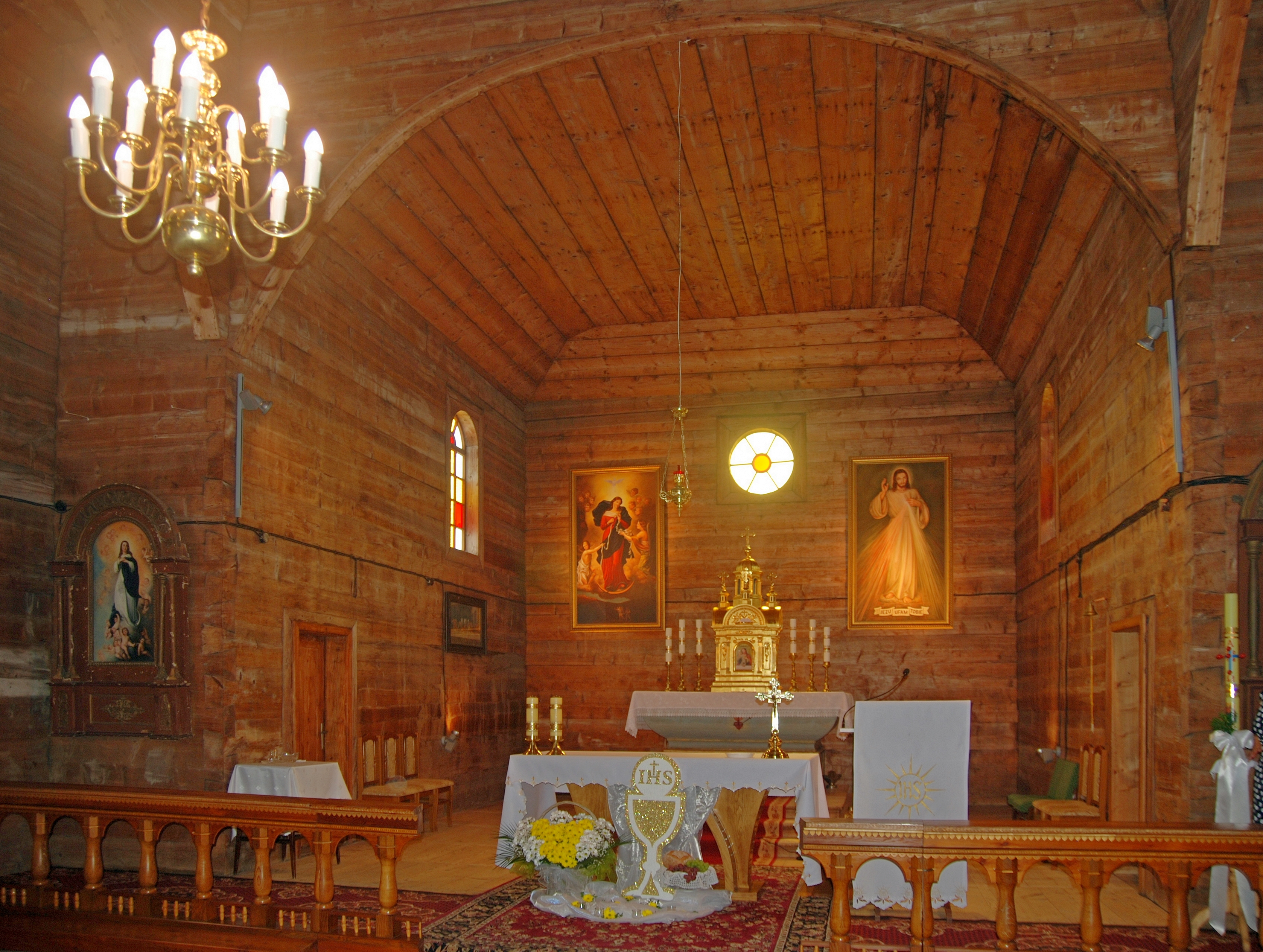
Wnętrze
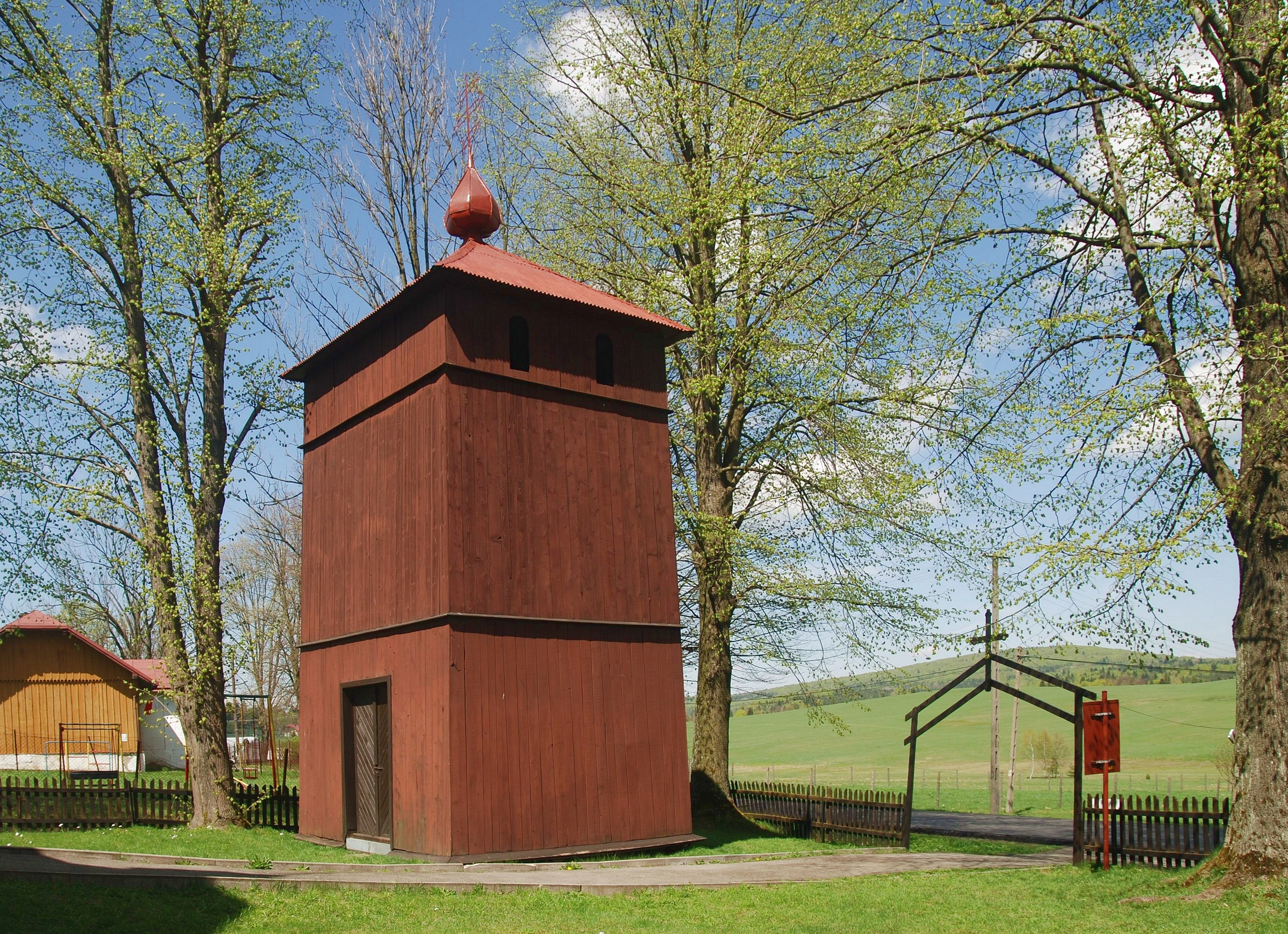
Dzwonnica
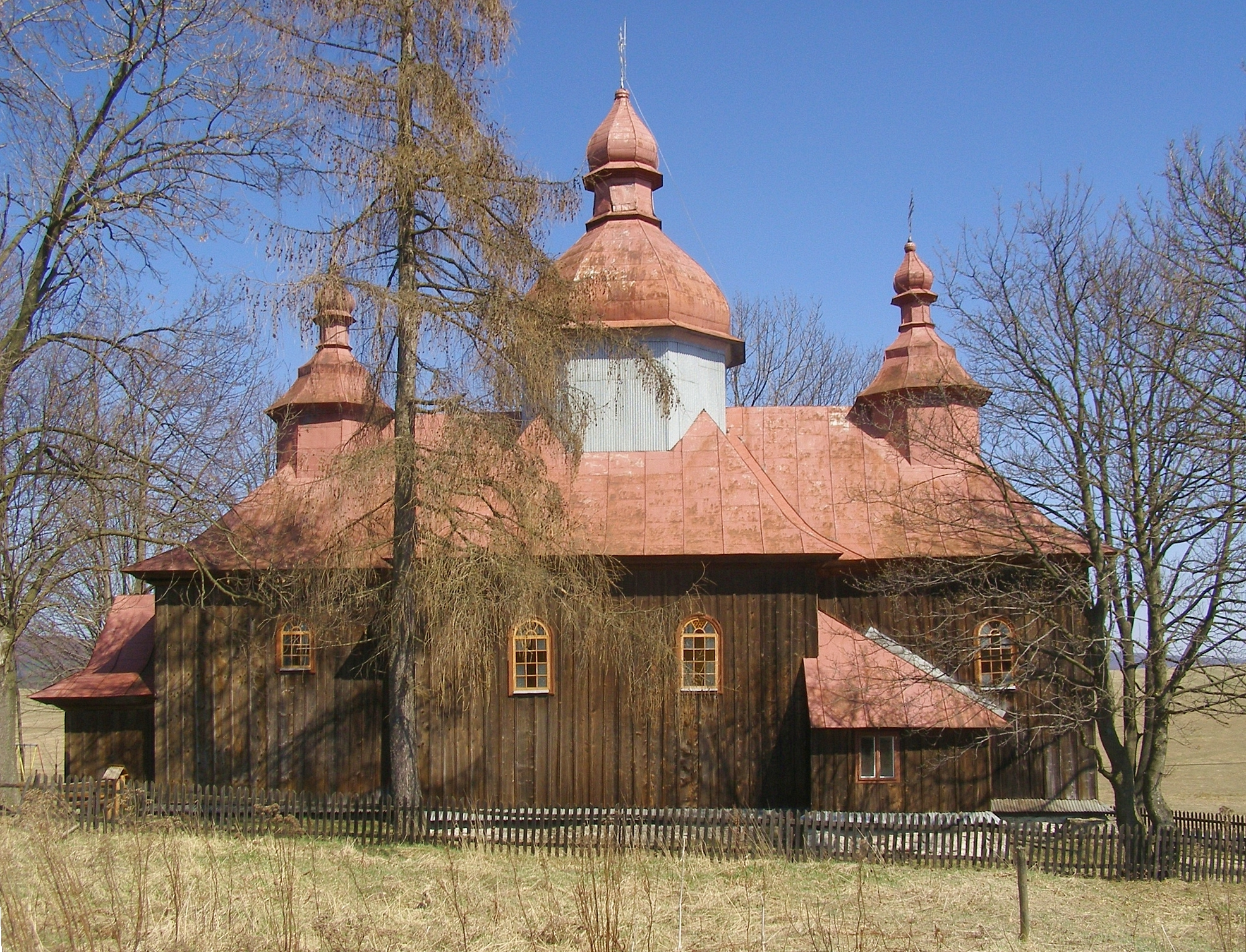
Stan w 2007